# Vatten (sång)
"Vatten" är en sång skriven och komponerad av den svenske musikern och konstnären Robert Broberg, utgiven på dennes album Kvinna eller man från 1981. Sången är hyllning till Stockholm och innehåller klara återkopplingar till staden, så som till exempel Café Opera, Karlberg, Stockholms skärgård, Djurgårdsfärjan, Haga slott och Lidingöbro.
Melodin låg även på Svensktoppen under två majveckor 1981.